# Svava Rós Guðmundsdóttir
Svava Rós Guðmundsdóttir (* 11. November 1995) ist eine isländische Fußballspielerin, die bis Dezember 2021 für Girondins Bordeaux in der Division 1 Féminine spielte und 2015 erstmals in der isländischen Fußballnationalmannschaft der Frauen eingesetzt wurde.

## Karriere

### Verein
Svava Rós spielte am 23. Juni 2011 erstmals in einem Ligaspiel für Valur Reykjavík, als sie in der 72. Minute gegen Breiðablik eingewechselt wurde. Es blieb ihr einziger Einsatz in der Saison. 2012 hatte sie dann 15 Einsätze in der Liga der Frauen sowie vier im Pokal und erzielte vier Tore. 2013 und 2014 brachte sie es auf jeweils 17 Ligaspiele, in denen sie sieben bzw. sechs Tore erzielte. Zur Saison 2015 wechselte sie zum Rekordmeister Breiðablik Kópavogur, wo sie ihre erste Meisterschaft gewinnen konnte und an der Qualifikation zur UEFA Women’s Champions League 2016/17 teilnahm. Bei einem Turnier in Wales wurden sie mit zwei Siegen und einem Remis mit 14:1 Toren, wozu sie drei beisteuerte, Gruppensiegerinnen und qualifizierten sich für das Sechzehntelfinale. Hier schieden sie durch ein einziges Tor gegen den FC Rosengård aus. Nach drei Spielzeiten für Breiðablik wechselte sie zur Saison 2018 nach Norwegen zu Røa IL. Mit 14 Toren in 21 Spielen gehörte sie zu den drei drittbesten Saisontorschützinnen. Danach ging es über die Grenze in die Damallsvenskan zum Kristianstads DFF.
Zum Rückrundenbeginn der Saison 2020/21 unterschrieb sie einen Vertrag mit 18-monatiger Laufzeit bei den Girondins Bordeaux, zu diesem Zeitpunkt Tabellendritter der französischen Liga. In Bordeaux kam sie in zwölf Monaten aber nur zu vier Kurzeinsätzen in der Liga. Zudem wurde sie in drei Spielen der Qualifikation zur UEFA Women’s Champions League 2021/22 eingesetzt. Nach zwei Siegen in der ersten Runde, bei denen sie einmal eingewechselt wurde, schieden sie in der zweiten Runde gegen die Frauen des VfL Wolfsburg aus. Nachdem beide ihre Heimspiele mit 3:2 gewonnen hatten, setzten sich die Wölfinnen im Elfmeterschießen durch. Svava war in beiden Spielen eingewechselt worden, im Elfmeterschießen nach drei Fehlschüssen ihrer Mitspielerinnen war sie aber nicht zum Zuge gekommen. Deshalb verließ sie zum Jahreswechsel 2021/2022 Frankreich wieder – mit dem Ziel Norwegen, wo sie nun für Brann Bergen spielt. Mit Brann nahm sie an der Qualifikation zur Gruppenphase der UEFA Women’s Champions League 2022/23 teil, scheiterte aber in der zweiten Runde am FC Rosengård. Dabei brachte sie ihre Mannschaft beim 1:1 im Hinspiel in Führung.
Anfang 2023 wechselte sie zum NJ/NY Gotham FC. Nach fünf Ligaeinsätzen wurde sie im August an Benfica Lissabon ausgeliehen, wo sie auch verletzungsbedingt nur zwei Einsätze hatte. Anfang 2024 kehrte sie zu Gotham zurück.

### Nationalmannschaft
Im Juli 2010 spielte sie zweimal für das isländische U-16-Team gegen die Färöer und erzielte dabei ihre ersten drei Länderspieltore. Im Oktober 2011 nahm sie mit der U-17 an der ersten Qualifikationsrunde in Österreich für die U-17-Fußball-Europameisterschaft der Frauen 2012 teil. Mit zwei Siegen und einem Remis, bei denen ihr ein Tor gelang, erreichten sie als Gruppensiegerinnen die Eliterunde. Hier konnten sie Mitte April 2012 beim Turnier in Belgien zwar gegen England und die Gastgeberinnen gewinnen, verloren aber gegen die Schweiz, so dass sie nur Gruppenzweite wurden und nur die vier Gruppensieger qualifizierten sich für die Endrunde. Bereits Ende März/Anfang April hatte sie zwei Einsätze in der U-19 in der zweiten Qualifikationsrunde für die U-19-Fußball-Europameisterschaft der Frauen 2012 gehabt, die aber auch erfolglos verlaufen war – hier waren sie sogar nur Gruppenletzte geworden. Im Oktober nahmen sie dann einen neuen Anlauf und konnten bei einem Turnier in Dänemark der ersten Qualifikationsrunde für die U-19-Fußball-Europameisterschaft der Frauen 2013 den zweiten Platz hinter den Gastgeberinnen belegen. Dabei erzielte sie beim Spiel gegen die Slowakei ihr erstes Tor für die U-19-Mannschaft. Sie kam dann zwar bei drei Spielen der U-19 bei einem Turnier im März 2013 in La Manga zum Einsatz, die zweite Qualifikationsrunde fand dann aber ohne sie statt. Als Gruppenzweite verpassten die Isländerinnen dort die Endrunde. Svava wurde dann aber wieder in der ersten Qualifikationsrunde für die U-19-Fußball-Europameisterschaft der Frauen 2014, einem Turnier in Bulgarien eingesetzt und konnte sich mit ihrer Mannschaft als Gruppenzweite hinter Frankreich für die nächste Runde qualifizieren. Bei dieser im April 2014 ausgetragenen Runde wurden sie in Kroatien aber Gruppenletzte. Im Januar 2015 bestritt sie dann noch ein Spiel für die U-23.
Ihren ersten Einsatz in der A-Nationalmannschaft hatte sie dann am 22. Oktober 2015 im zweiten Spiel der Qualifikation für die EM 2017. Beim 4:0-Auswärtssieg gegen Mazedonien wurde sie in der 69. Minute eingewechselt. Es blieb ihr einziger Einsatz in der EM-Qualifikation. Im Februar 2016 stand sie dann bei einem Freundschaftsspiel gegen Polen in der Startelf, wurde aber nach 52 Minuten ausgewechselt. Es folgten zwei Einsätze jeweils in der ersten Halbzeit beim Sincere-Cup gegen Dänemark und Usbekistan im Oktober 2016. In der Vorbereitung auf die EM-Endrunde hatte sie zwei Kurzeinsätze gegen Irland und Südamerikameister Brasilien. Für die Endrunde wurde sie dann aber nicht nominiert. Erst im Januar 2018 kam sie bei einem Freundschaftsspiel während eines Trainingslagers im spanischen La Manga wieder zum Einsatz – und stand dabei in der Startelf. Es folgten drei Einsätze beim Algarve-Cup 2018, zwei in der letztlich erfolglos verlaufenen Qualifikation für die WM 2019, beim Algarve-Cup 2018. Sie wurde dann auch in den ersten beiden und letzten beiden Spielen in der Qualifikation für die EM 2022 eingesetzt. Beim letzten Spiel in Ungarn wurde sie in der 61. Minute ein- und in der 77. Minute wieder ausgewechselt. Die Isländerinnen qualifizierten sich dort durch einen 1:0-Sieg als einer der drei besten Gruppenzweiten für die EM-Endrunde. In den ersten sechs Spielen der Qualifikation für die WM 2023 wurde sie fünfmal ein- und einmal ausgewechselt.
Am 11. Juni 2022 wurde sie für die EM-Endrunde nominiert. Bei der EM wurde sie in den Gruppenspiel jeweils eingewechselt, die alle 1:1 endeten. Durch die drei Remis schieden die Isländerinnen als Gruppendritte aus.
Sie stand auch bei den letzten beiden Gruppen-Spielen in der Qualifikation für die WM 2023 im Kader. Nach einem 6:0-Sieg gegen Belarus, bei dem sie eingewechselt wurde, kam es am letzten Spieltag in Utrecht zum Finale um den Gruppensieg gegen die Niederlande, wobei den Isländerinnen ein Remis gereicht hätte. Hier stand sie in der Startelf, wurde aber zur zweiten Halbzeit ausgewechselt. Bis zur 3. Minute der Nachspielzeit hielten ihre Mitspielerinnen ihr Tor sauber, dann mussten sie das einzige Tor des Spiels hinnehmen, wodurch sich die Niederländerinnen qualifizierten und die Isländerinnen in die Play-offs gegen Portugal mussten. Durch eine 1:4-Niederlage nach Verlängerung, bei der sie beim Stand von 1:1 eingewechselt wurde, verpassten sie endgültig die WM-Endrunde.
Da erstmals das Abschneiden bei der WM für die europäischen Teams nicht entscheidend für die Qualifikation zu den Olympischen Spielen 2024 war, hatten die Isländerinnen noch die Chance sich über die UEFA Women’s Nations League 2023/24 für die Spiele in Paris zu qualifizieren. Die Isländerinnen konnten aber nur die beiden Spiele gegen Wales und das letzte Spiel gegen Dänemark gewinnen, verloren aber beide Spiele gegen Deutschland und das Heimspiel gegen Dänemark. Damit verpassten sie als Gruppendritte nicht nur das Final Four Turnier, bei dem um zwei Olympiatickets gespielt wurde, sondern mussten auch in die Relegation. Hier setzten sie sich aber mit 1:1 und 2:1 gegen Serbien durch, so dass sie in Liga A bleiben. Svava Ros kam nur in den ersten beiden Gruppenspielen zu Kurzeinsätzen.

## Erfolge
- Isländische Meisterin 2015
- Isländische Pokalsiegerin 2011 (ohne Einsatz) und 2016
- Isländische Superpokalsiegerin 2016 und 2017
- Norwegische Meisterin und Pokalsiegerin 2022